# 名古屋ハーフマラソン
名古屋ハーフマラソン（なごやハーフマラソン）は、1985年 - 2010年の毎年11月中旬 - 下旬に愛知県名古屋市で行われていたハーフマラソン大会である。なおこの項目では、同時開催で行われていた名古屋シティマラソン（なごやシティマラソン）についても記述する。

## 概要
1985年に「20kmロードレース」として開始（なお1980年-1983年にも同名で行われていた。名古屋国際女子マラソンも参照）。11回目となる1995年にハーフマラソン大会に格上げ、「名古屋ハーフマラソン」に改名した。瑞穂陸上競技場から名古屋環状線、桜通、久屋大通を通り名古屋城付近の名古屋市役所前で折り返し瑞穂陸上競技場へ折り返すルートである。
開催日は前述のとおり11月中旬か下旬だが、勤労感謝の日で祝日となる23日に設定されることが最も多い。
2004年のアテネオリンピック女子マラソン金メダリストで、女子マラソン現日本最高記録保持者でもある野口みずき（現シスメックス所属）も過去に同大会に出場し、合計3回の優勝を経験している。

### 運営
- 主催：愛知陸上競技協会・中日新聞社
- 共催：名古屋市・名古屋市教育委員会・名古屋市体育協会・名古屋市教育スポーツ振興事業団・中部日本放送
- 後援：日本陸上競技連盟
- 特別協賛：NTTドコモ東海

## 歴代優勝者
※優勝者の氏名・所属は当時のものである。

### 男子
| 開催年 | 氏名                 | 所属             | 記録          | 備考                               |
| ------ | -------------------- | ---------------- | ------------- | ---------------------------------- |
| 1985年 | 伊藤雅弘             | 愛知県警察       | 1時間03分40秒 |                                    |
| 1986年 | 高木浩之             | 愛知陸協         | 1時間01分17秒 |                                    |
| 1987年 | 高味武彦             | 豊田合成         | 1時間01分18秒 |                                    |
| 1988年 | 榊原靖之             | 中京大学         | 1時間02分07秒 |                                    |
| 1989年 | 池田克美             | 早稲田大学       | 1時間00分18秒 |                                    |
| 1990年 | 村上晋               | 愛知製鋼         | 1時間01分18秒 |                                    |
| 1991年 | 久保田晃弘           | 愛三工業         | 1時間01分33秒 |                                    |
| 1992年 | 久保田晃弘           | 愛三工業         | 1時間00分44秒 |                                    |
| 1993年 | 座安晃               | 沖電気           | 1時間00分06秒 |                                    |
| 1994年 | 三潟卓郎             | スズキ           | 1時間00分56秒 | この年まで20kmロードレース大会     |
| 1995年 | 荒井崇               | 日清食品         | 1時間03分37秒 | この年から名古屋ハーフマラソン大会 |
| 1996年 | 花田勝彦             | エスビー食品     | 1時間02分14秒 |                                    |
| 1997年 | ジュリアス・ギタヒ   | 日清食品         | 1時間02分22秒 |                                    |
| 1998年 | 手塚利明             | アラコ           | 1時間02分42秒 |                                    |
| 1999年 | J・M・ワコ           | スズキ           | 1時間01分29秒 |                                    |
| 2000年 | S・マイナ            | トヨタ自動車     | 1時間00分48秒 |                                    |
| 2001年 | J・ワイナイナ        | スズキ           | 1時間01分04秒 |                                    |
| 2002年 | O・モカンバ          | 山梨学院大学     | 1時間01分56秒 |                                    |
| 2003年 | J・ワイナイナ        | スズキ           | 1時間01分41秒 |                                    |
| 2004年 | 小林雄太             | トヨタ紡織       | 1時間03分26秒 |                                    |
| 2005年 | J・マイナ            | トヨタ紡織       | 1時間01分43秒 |                                    |
| 2006年 | S・マイナ            | 愛知製鋼         | 1時間01分51秒 |                                    |
| 2007年 | ワンジュキ・ジャコブ | 愛知製鋼         | 1時間02分33秒 |                                    |
| 2008年 | ガトゥニ・ゲディオン | 日清食品グループ | 1時間00分11秒 |                                    |
| 2009年 | ガトゥニ・ゲディオン | 日清食品グループ | 59分50秒      | 大会男子最高記録                   |
| 2010年 | マーティン・マサシ   | スズキ浜松AC     | 1時間00分29秒 |                                    |

### 女子
| 開催年 | 氏名             | 所属                             | 記録          | 備考                               |
| ------ | ---------------- | -------------------------------- | ------------- | ---------------------------------- |
| 1985年 | 陳青梅           | 中国                             | 1時間11分23秒 |                                    |
| 1986年 | 陳青梅           | 中国                             | 1時間12分57秒 |                                    |
| 1987年 | 清水京子         | 三菱自動車                       | 1時間17分34秒 |                                    |
| 1988年 | 趙友鳳           | 中国                             | 1時間07分58秒 |                                    |
| 1989年 | 杉浦明子         | 中京大学                         | 1時間15分10秒 |                                    |
| 1990年 | 畔柳夕可里       | 三菱自動車                       | 1時間11分59秒 |                                    |
| 1991年 | 畔柳夕可里       | 三菱自動車                       | 1時間12分00秒 |                                    |
| 1992年 | 畔柳夕可里       | 三菱自動車                       | 1時間11分25秒 |                                    |
| 1993年 | 王冬梅           | 名古屋商科大学                   | 1時間08分57秒 |                                    |
| 1994年 | 瀬戸口恵美       | ベスト電器                       | 1時間07分46秒 | この年まで20kmロードレース大会     |
| 1995年 | 青木舞           | 豊田合成                         | 1時間14分44秒 | この年から名古屋ハーフマラソン大会 |
| 1996年 | 青木舞           | 豊田合成                         | 1時間15分10秒 |                                    |
| 1997年 | 小倉千洋         | 和光証券                         | 1時間15分54秒 |                                    |
| 1998年 | 貴貫広子         | 東京陸協                         | 1時間15分28秒 |                                    |
| 1999年 | 野口みずき       | グローバリー                     | 1時間08分30秒 |                                    |
| 2000年 | 市川良子         | JALAC                            | 1時間11分18秒 |                                    |
| 2001年 | 野口みずき       | グローバリー                     | 1時間08分28秒 | 大会女子最高記録                   |
| 2002年 | 野口みずき       | グローバリー                     | 1時間09分38秒 |                                    |
| 2003年 | 小林恵美         | デンソー                         | 1時間11分48秒 |                                    |
| 2004年 | 後藤由華子       | 小島プレス                       | 1時間11分03秒 |                                    |
| 2005年 | 上田美恵         | 旭化成                           | 1時間11分39秒 |                                    |
| 2006年 | 大南敬美         | トヨタ車体                       | 1時間11分03秒 |                                    |
| 2007年 | 高仲未来恵       | セガサミー                       | 1時間13分06秒 |                                    |
| 2008年 | 大南博美         | トヨタ車体                       | 1時間09分31秒 |                                    |
| 2009年 | ジュリア・モンビ | ユニバーサルエンターテインメント | 1時間10分35秒 |                                    |
| 2010年 | 松岡範子         | スズキ浜松AC                     | 1時間11分13秒 |                                    |

## 中継
CBCが大会当日9:55より完全生中継されていた。

## 名古屋シティマラソン
名古屋ハーフマラソンと同時開催で行われ、毎年1万人以上が参加していた。ハーフマラソンの部、10kmの部、4kmの部があるが、日本陸上競技連盟登記・登録者はハーフマラソンの部に参加することは出来ない（ただし、男女ともに40歳以上を除く）。これらに当てはまる者は、上記の名古屋ハーフマラソンに登録する必要がある（逆に、当てはまらない者は名古屋ハーフマラソンに参加することは出来ない）。
主催・共催などは名古屋ハーフマラソンと同じ。
2012年からは「マラソンフェスティバル ナゴヤ・愛知」としてフルマラソンの名古屋ウィメンズマラソン（旧名古屋国際女子マラソン）との同時開催になる。

### 概要

#### ハーフマラソンの部

##### コース
名古屋ハーフマラソンと基本的に同じ道を走るが、名古屋ハーフはスタート時にトラックを2周と4分の3走るのに対して、名古屋シティマラソンはスタートしてすぐ外に出るため、距離の調整として名古屋環状線に出たところで一旦左折して南へ（名古屋ハーフはそのまま右折して北上）行き、500メートルほど行ってから折り返して北上するところが異なる。

##### 参加資格
18歳以上（大会当日現在、以下同じ）で1時間55分以内で走ることが出来る人。車椅子の使用は認められていない。

#### 10kmの部

##### コース
スタートから暫くはハーフマラソンと同じ道を通るが、名古屋環状線の阿由知通一丁目交差点で折り返し、ゴールは瑞穂北陸上競技場となる。

##### 参加資格
中学生以上で1時間05分以内で走ることが出来る人。車椅子の使用は認められているが、競技用は不可。

#### 4kmの部

##### コース
瑞穂陸上競技場から山下通、田辺通を通り、市大薬学部から山崎川沿いを通り瑞穂北陸上競技場へ向かうコースである。

##### 参加資格
小学生以上（ただし、小学生は満15歳以上の同伴者が必要）。車椅子の使用は認められているが、競技用は不可。